# Galatella linosyris
Aster à feuilles d'Osyris, Linosyris à feuilles de Lin
Espèce
L'Aster à feuilles d'Osyris ou Linosyris à feuilles de Lin (Galatella linosyris) est une espèce de plantes à fleurs de la famille des Astéracées.